# A Girl at My Door
Pour plus de détails, voir Fiche technique et Distribution.
A Girl at My Door (hangeul : 도희야 ; RR : Dohui-ya) est un film dramatique sud-coréen écrit et réalisé par July Jung, sorti en 2014.

## Synopsis
Une jeune commissaire venant de Séoul est mutée dans un village, où elle rencontre une jeune fille (nommée Do-hee) dont le comportement l'intrigue. Une nuit, cette dernière se réfugie chez la jeune femme qui avait été la seule à lui porter bienveillance. Mais son propre passé la rattrape ...

## Fiche technique
- Titre original : 도희야
- Titre international : A Girl at My Door
- Réalisation : July Jung
- Scénario : July Jung
- Décors : Yun Sang-yun
- Costumes : Kim Ha-kyung et Seol Yong-geun
- Photographie : Kim Hyeon-seok
- Son : Kim Pil-su et Jung min-ju
- Montage : Younglim Lee
- Musique : Jang Young-gyu
- Production : Lee Chang-dong et Lee Joon-dong
- Sociétés de production : Pine House Film et Now Films
- Sociétés de distribution : Epicentre Films et CJ Entertainment (Corée du Sud)
- Pays d’origine : Corée du Sud
- Langue originale : coréen
- Genre : drame
- Durée : 119 minutes (1 h 59)
- Dates de sortie :
  -  Corée du Sud : 22 mai 2014 (nationale)
  -  France : 19 mai 2014 (Festival de Cannes) ; 5 novembre 2014 (nationale)

## Distribution
- Bae Doo-na : la commissaire Yeong-nam
- Kim Sae-ron : Do-hee
- Song Sae-byeok : Yong-ha
- Kim Jin-goo : Jeom-soon, la mère de Yong-ha
- Son Jong-hak : Capitaine Eom
- Na Jong-min : le policier Kim
- Gong Myeong : le policier Kwon
- Kim Jong-goo : le chef Choi
- Park Jin-woo : le détective

## Distinctions

### Récompenses
- Coq d'or et Hundred Flowers Awards 2014 : Meilleure actrice dans un film étranger pour Bae Doona
- Buil Film Awards 2014 : Meilleure réalisatrice débutante pour July Jung

### Nominations et sélections
- Festival de Cannes 2014 : sélection « Un certain regard »
- Buil Film Awards 2014 :
  - Meilleure actrice pour Bae Doona
  - Meilleur acteur dans un second rôle pour Song Sae-byeok
  - Meilleure actrice dans un second rôle pour Kim Sae-ron